# Khu đô thị Trung Hòa – Nhân Chính
Khu đô thị Trung Hòa Nhân Chính nằm ở Tây Nam Hà Nội. Diện tích khu vực nằm trên phường Trung Hòa, quận Cầu Giấy và phường Nhân Chính, quận Thanh Xuân (đôi khi một số khu vực của phường Mễ Trì, quận Nam Từ Liêm, phường Yên Hòa, quận Cầu Giấy và phường Thanh Xuân Trung, quận Thanh Xuân cũng được tính vào khu đô thị này). Trung Hòa Nhân Chính được coi là một trung tâm mới của Hà Nội.

## Các tòa nhà chính
- Trường THPT công lập Chuyên TP Hà Nội - Amsterdam trên đường Hoàng Minh Giám đạt chuẩn châu Á hoàn thành năm 2010.
- 2 tòa nhà 24T-1 và 24T-2 nằm bên cạnh tòa nhà 34T Hoàng Đạo Thúy. Tại đây có chi nhánh của ngân hàng BIDV, bệnh viện Việt Pháp, FPT Distribution cùng các công ty lớn nhỏ.
- 2 tòa nhà 18T nằm trên đường Lê Văn Lương và 8 tòa nhà 17T nằm trên đường Hoàng Đạo Thúy. Tại đây có các chi nhánh của các ngân hàng PGBank, Agribank, VPBank, Habubank, Techcombank, Military Bank, Vietcombank, Mekong Housing Bank; trụ sở các công ty của Vinaconex; các công ty chứng khoán; trung tâm thể dục thể thao; các nhà hàng hạng sang và văn phòng đại diện nhiều công ty trong và ngoài nước.
- Trụ sở Bộ Khoa Học - Công nghệ nằm tại góc đường Hoàng Đạo Thúy - Trần Duy Hưng.
- Tòa nhà đại diện 64 tỉnh thành nằm trên đường Trần Duy Hưng cao 25 tầng.
- Các tòa nhà tái định cư N1 - N7 nằm ven theo đường Nguyễn Thị Thập, Hoàng Minh Giám và Hoàng Đạo Thúy.
- Hệ thống trường dân lập Lý Thái Tổ nằm trong khu Trung Hòa.
- Ngoài ra, khu đô thị còn có các nhà biệt thự, nhà ở có thiết kế ngoài giống nhau và một diện tích rất nhỏ chia lô bán cho những người có nhu cầu.

## Vị thế
Khu Trung Hòa Nhân Chính là nơi tập trung của nhiều trụ sở quan trọng, các ngân hàng và doanh nghiệp. Nơi này còn rất gần với Trung tâm Hội nghị Quốc gia, siêu thị Big C Thăng Long và tòa nhà Hanoi Landmark 72 cùng các trục đường huyết mạch như đường cao tốc Phạm Hùng, đường Trần Duy Hưng, đường Lê Văn Lương,... nên được coi là trung tâm mới của Hà Nội. Giá đất khu vực này rất cao.